# 自虎紹介
『自虎紹介』（じこしょうかい）は、2014年7月2日にポニーキャニオンから発売されたベイビーレイズの初のオリジナルアルバム。

## 概要
デビューから7枚目までの全シングル曲に加えシングル未収録の勇気のうたや新曲7曲を収録した1枚目のアルバム。初回限定盤Aには発売時点での持ち曲33曲中32曲が収録されている。

## 収録曲
1. ミチシルベ [3:24]
（作詞・作曲・編曲：堀江晶太）
2. 勇気のうた [3:40]
（作詞・作曲：秋野温（鶴）、編曲：鶴）
3. ベイビーレイズ [3:09]
（作詞・作曲・編曲：塚本けむ）
4. チャリンコアイドル [3:47]
（作詞：川さん（PAN）、作曲：よこしん（PAN）、編曲：PAN）
5. 暦の上ではディセンバー（ベイビーレイズVer.） [3:43]
（作詞：宮藤官九郎、作曲：大友良英・Sachiko M・江藤直子・高井康生、編曲：高井康生）
6. ぶっちゃけRock’n はっちゃけRoll [3:43]
（作詞：増子直純（怒髪天）、作曲：上原子友康（怒髪天）、編曲：シライシ紗トリ）
7. ロックオン・ダーリン [2:48]
（作詞・作曲：秋野温（鶴）、編曲：鶴）
8. ベイビーアンビシャス! [4:17]
(作詞：Shun（TOTALFAT）、作曲・編曲：Kuboty（TOTALFAT）)
9. 夏色パーティー [3:53]
（作詞：ATSUSHI（ニューロティカ）、作曲：KATARU（ニューロティカ）、編曲：ニューロティカ）
10. 恋はパニック [4:26]
（作詞・作曲・編曲：鶴）
11. ベイビーステップ [4:24]
（作詞・作曲・編曲：堀江晶太）
12. JUMP [3:05]
（作詞：雨夏、作曲・編曲：Cell no.9 (hiroki from "Dragon Ash" and Hiroyuki Fujino)）
13. 涙の名前 [4:18]
（作詞・作曲：松本素生（GOING UNDER GROUND）、編曲：平畑徹也）
14. ハピバでソング! [1:57]
（作詞・作曲：キヨシ（SABOTEN）、編曲：SABOTEN）
15. ベイビーレボリューション [3:57]
（作詞・作曲：塚本けむ、編曲：會田茂一）
16. TIGER SOUL[5:18]
（作詞・作曲：秋野温（鶴）、編曲：鶴）

## 初回特典
初回限定盤A
- CD
  1. S.O.K. [3:25]
（作詞・作曲：ANCHANG、編曲：會田茂一）
  2. Level.1～自己紹介Ver.～ [5:30]
（作詞：IQ KANAGAWA、作曲：YOFFY、編曲：大石憲一郎）
  3. ゲート・オブ・ザ・タイガー [3:59]
（作詞・作曲・編曲：富澤タク）
  4. クリスマスがライバル [3:56]
（作詞：ATSUSHI、作曲：KATARU、編曲：ニューロティカ）
  5. ハッピーニューイヤー [3:57]
（作詞：ATSUSHI、作曲：KATARU、編曲：ニューロティカ）
  6. 最上級!! [4:15]
（作詞：留歌、作曲：都啓一 (from"SOPHIA" "Rayflower")、編曲：都啓一・藤田宜久）
  7. トゥゲザー! トゥゲザー! トゥゲザー! [4:20]
（作詞・作曲：寿千寿 (from"BACK DROP BOMB")・岡田恵介、編曲：NEURØGENESIS）
  8. SMILE [3:48]
（作詞・作曲：秋野温、編曲：鶴）
  9. ボクラノリアル [3:49]
（作詞・作曲・編曲：塚本けむ）
  10. GET OVER NIGHT [1:51]
（作詞・作曲：TAKEMURA（SNAIL RAMP）、編曲：SNAIL RAMP）
  11. スーパーノヴァ [3:27]
（作詞・作曲：柿澤秀吉、編曲：秀吉）
  12. 新しい世界 [4:21]
（作詞・作曲：安野勇太(Hawaiian6)）
  13. ビッグ☆スター！ [3:56]
（作詞・作曲：津野米咲(赤い公園)、編曲：笹路正徳）
  14. ゲート・オブ・ザ・タイガー Remix ～前略、虎ノ門より～ [4:17]
（作詞・作曲・編曲：富澤タク a.k.a. 遅刻(Number the.、グループ魂)）
  15. 充電満タン〜サタデーナイト [3:41]
（作詞：川さん(PAN)、作曲：よこしん(PAN)、編曲：シライシ紗トリ）
  16. Again and again [2:45]
（作詞・作曲：森勇介(Locofrank)、編曲：locofrank）
  17. ベイビーレボリューション ～initial edition～[3:48]
（作詞・作曲・編曲：塚本けむ）

初回限定盤B
- DVD
  1. MUSIC VIDEO
    1. ベイビーレイズ Dance Ver.
    2. ベイビーレボリューション Dance Ver.
    3. JUMP Dance Ver.
    4. ベイビーアンビシャス! Dance Ver.
    5. 暦の上ではディセンバー（ベイビーレイズ振り付けVer.）
    6. 恋はパニック Dance Ver.
    7. ぶっちゃけRock’n はっちゃけRoll Dance Ver.
    8. ゲート・オブ・ザ・タイガー Dance Ver.

  2. 虎ノ門学園 ～僕のハートは誰のもの?～
  3. ベイビーレイズ伝説の雷舞!-猛虎襲来- 2013.12.22 at 新木場STUDIO COAST ダイジェスト

各種共通の特典(初回特典)
- デジタルビンゴカード (入力期限：2014年7月6日(日)15時まで)